# Лексин, Иван Георгиевич
Иван Георгиевич Лексин (1904, Московская губерния — 20 мая 1946, Симферополь) — советский патриот, руководитель подпольной группы, действовавшей в период немецко-румынской оккупации Симферополя в 1942—1944 годах.

## Биография
Иван Георгиевич Лексин родился в 1904 году в Московской области в крестьянской семье. Закончил рабфак в Ногинске в 1922 году. В 1926 году поступил в Ленинградский институт инженеров водного транспорта. По окончании некоторое время работал в наркомате, руководил строительством мостов, был прорабом на постройке канала Москва—Волга. Член ВКП(б). Во время аварии на плотине пробыл в холодной воде долгое время и заболел туберкулезом. Для излечения переехал в Крым, где также работал инженером-строителем.

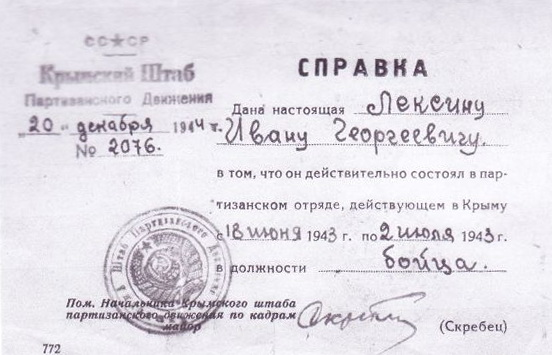
Справка КШПД И. Г. Лексину о нахождении в партизанах

Война застала Лексина в Феодосии, где он был оставлен для подпольной работы по линии 4-го управления НКВД. Подпольный псевдоним «Дядя Ваня». Переехав в Симферополь и, поселившись на Малобазарной улице (ныне — Некрасова), он стал создавать небольшие группы патриотов из трех—восьми человек. Они действовали в совхозе «Красном», на Петровской балке, Красной горке, на улицах Малобазарной, Гоголя и Пугачевской. Спустя время к организации присоединилась молодёжная группа Леонида Тарабукина. Ближайшими помощниками его были Ананий Прилуцкий и зоотехник совхоза «Красный» Зоя Степанова. Связь с партизанами осуществлялась через связных Ивана Бабичева, Александра Чухрина, по городу — через Юру Белявского, которому было всего 8 лет.
Иван Георгиевич жил на втором этаже дома, на первом находился штаб румынской жандармерии. Лексин немного владел немецким языком, свободно говорил на татарском. Он был мастером на все руки: чинил замки, делал зажигалки, паял тазы, ремонтировал обувь. Явочные встречи происходили в парке у вокзала, на базаре, на кладбище, где определялись задания, передавались разведданные о живой силе врага и технике. Подпольщики распространяли листовки, организовывали побеги военнопленных из концлагеря в совхозе «Красный». Был арестован гестапо без конкретных улик, после допросов и побоев отпущен. Летом 1943 ему самому пришлось перейти в лес. Позднее по воздуху он был переброшен на «Большую землю», лечился в госпиталях.
Н. Д. Луговой в книге "Побратимы" вспоминал: «Мы крепко обнялись и расцеловались. Приятно увидеть героя, которого знал лишь по рассказам. Правда, о делах подпольной группы Лексина, действующей в Симферополе, и о нем самом Ваня Бабичев рассказывал так много, что в моем воображении еще тогда сформировался зримый образ подпольщика. И сейчас я с интересом разглядываю его. Он и такой, каким представлялся моему воображению, - рослый, в брезентовом плаще, с волевым лицом, и не такой – рано поседевшая голова на крепкой шее, спокойный проницательный взгляд карих теплых глаз... ...Иван Георгиевич, оказывается, интересный и умный собеседник. Он трезво оценивает силу врага и вместе с тем видит его слабые места, которые мы можем и должны использовать. Подрыв морального духа солдат и офицеров вражеской армии, привлечение наиболее сознательной их части на нашу сторону – эта одна из задач партизан и подпольщиков».
Иван Георгиевич Лексин как агент НКВД оставался «засекреченным» до самой смерти. По возвращении в освобожденный Симферополь работал начальником строительного треста.
Умер в Симферополе 20 мая 1946 года. Некролог за подписями руководителей Крыма и соратников по подполью В. А. Берёзкина, В. И. Никанорова, И. А. Козлова и других был помещён в газете «Красный Крым» от 21 мая 1946 года.

## Память
- Дом по ул. Некрасова 3, на котором была установлена памятная мемориальная табличка с именем Ивана Георгиевича, был снесён в 1970-х годах при постройке Государственного академического музыкального театра Республики Крым[1].
- В память о И. Г. Лексине была названа улица в Железнодорожном районе Симферополя[4].